# Svinö, Borgå
Svinö, finska: Sikosaari, är en ö i Finland. Den ligger i Finska viken och i kommunen Borgå i den ekonomiska regionen  Borgå i landskapet Nyland, i den södra delen av landet. Ön ligger omkring 45 kilometer nordöst om Helsingfors.
Öns area är 1,37 kvadratkilometer och dess största längd är 1,7 kilometer i nord-sydlig riktning. Ön höjer sig omkring 50 meter över havsytan. I omgivningarna runt Svinö växer i huvudsak blandskog.